# Астрономія в Молдові
Астрономія в Молдові розпочалася з робіт Миколи Донича на початку XX століття, досягла розквіту в СРСР в 1960-ті - 1980-ті роки, але опинилась в кризі після здобуття Молдовою незалежності. Молдова є однією з небагатьох великих європейських країн, які не є членами Міжнародного астрономічного союзу.

## Історія

### Становлення молдовської астрономії

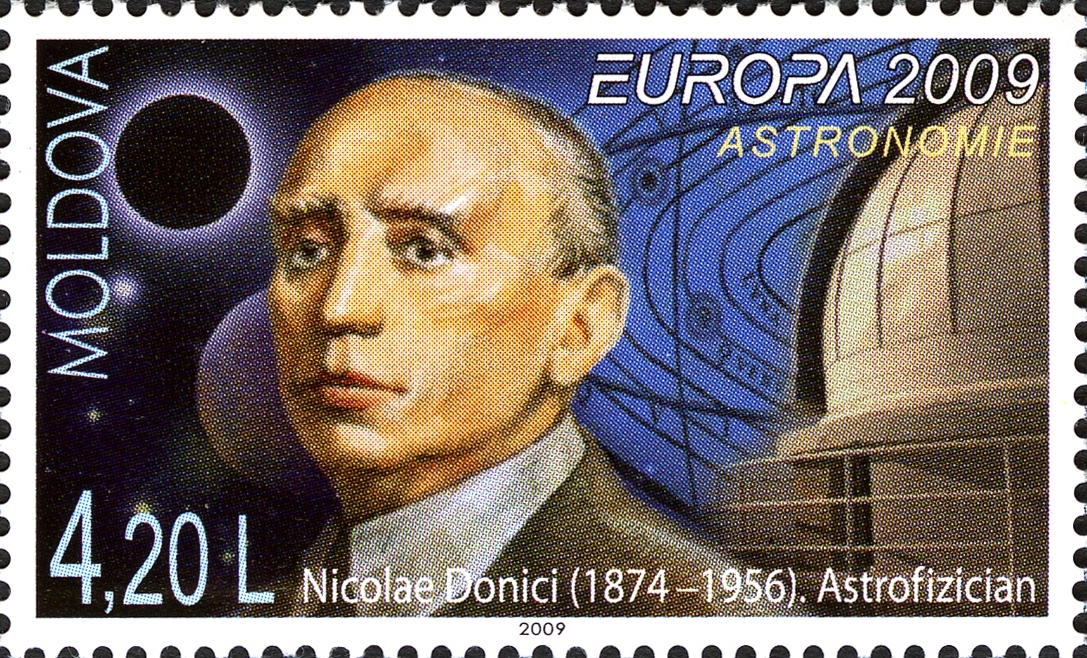
Марка Молдови, присвячена Миколі Доничу

Піонером молдовської астрономії був Микола Донич (1874-1956(?)), який у 1908 році, в часи панування в Молдові Російської імперії, побудував власну обсерваторію в селі Дубесарій-Векі і проводив в ній сростереження Сонця, планет, зодіакального світла. Спільно з Доничем в обсерваторії працювали російські астрономи Емануель фон Дер Пален і Андрій Байков. Після революції 1917 року Молдова перейшла до складу Румунії, а обсерваторія Донича у Дубесарій-Векі продовжила роботу. Головним приладом обсерваторії був найкращий у Центральній Європі спектрогеліогоаф, який дозволяв робити першокласні знімки Сонця і здійснювати його спектральний аналіз. В 1940 році, коли Молдова була приєднана до СРСР, Донич був змушений переїхати в Бухарест.

### Радянський союз
Після Донича астрономічні дослідження в Молдові були відновлені в 1957 році, з відкриттям у Кишиневі станції супутникових спостережень, яка, зокрема, робила фотометричні спостереження та досліджувала обертання перших радянських штучних супутників. Роботи вів В. Григоревський, який проводив також дослідження змінних зір.
Пізніше, на початку 1960-х років, в селі Лозово-Чучулені при Кишинівському державному університеті була відкрита університетська астрономічна обсерваторія. Роботу обсерваторії координували Астрорада УРСР та Одеський державний університет і особисто український спеціаліст зі змінних зір В. П. Цесевич. Дослідження змінних зір в обсерваторії проводили дві наукові групи: перша під керівництвом В. Григоревського (до 1971), друга під керівництвом Л. І. Шакун (до 1988). Обидва керіники груп були випускниками Одеського університету. Спільно з Інститутом оптики атмосфери Сибірського відділення АН СРСР проводилися спостереження комет, астроклімату й оптики атмосфери (В. Чернобай, І. Наку, А. Ф. Поята, C. Усов). З 1988 спостереження комет також проводив Д. І. Городецький, який співпрацював з українськими астрономами під керівництвом Клима Чурюмова.
З початку 1970-х років на кафедрі теоретичної механіки Кишинівського політехнічного інституту група викладачів проводила дослідження з теоретичної небесної механіки. В групу входили В. Г. Караганчу, А. В. Караганчу, М. Цопа, В. Руссу, Н. І. Моторіна, А. Б. Сорокович, Г. Г. Коман, В. Н. Фрунза, учні професорів Московського університету. Дослідження цієї групи включали проблему трьох тіл, теорія руху штучних супутників і астероїдів, механіку твердого тіла у застосуванні до руху гіроскопів. Також з початку 1980-х в політехнічному інституті велись дослідження фізики чорних дір (О. Гаіна).
Також з початку 1970-х років група викладачів Бєльцького педагогічного інституту у співпраці з російськими науковцями вела дослідження з радіофізики іоносфери (Н. Д. Філіп, Н. Ш. Блаунштейн, Е. Я. Глейбман).
З початку 1970-х років космічні дослідження проводились в Тираспольському університеті (В. С. Шолохов, М. Д. Полануер). Викладання астрономії як навчальної дисципліни почалось в Тираспольському університеті ще в 1952 році. В останні радянські роки щороку 26 випускників університету отримували спеціальність «вчитель фізики і астрономії».

### Незалежна Молдова

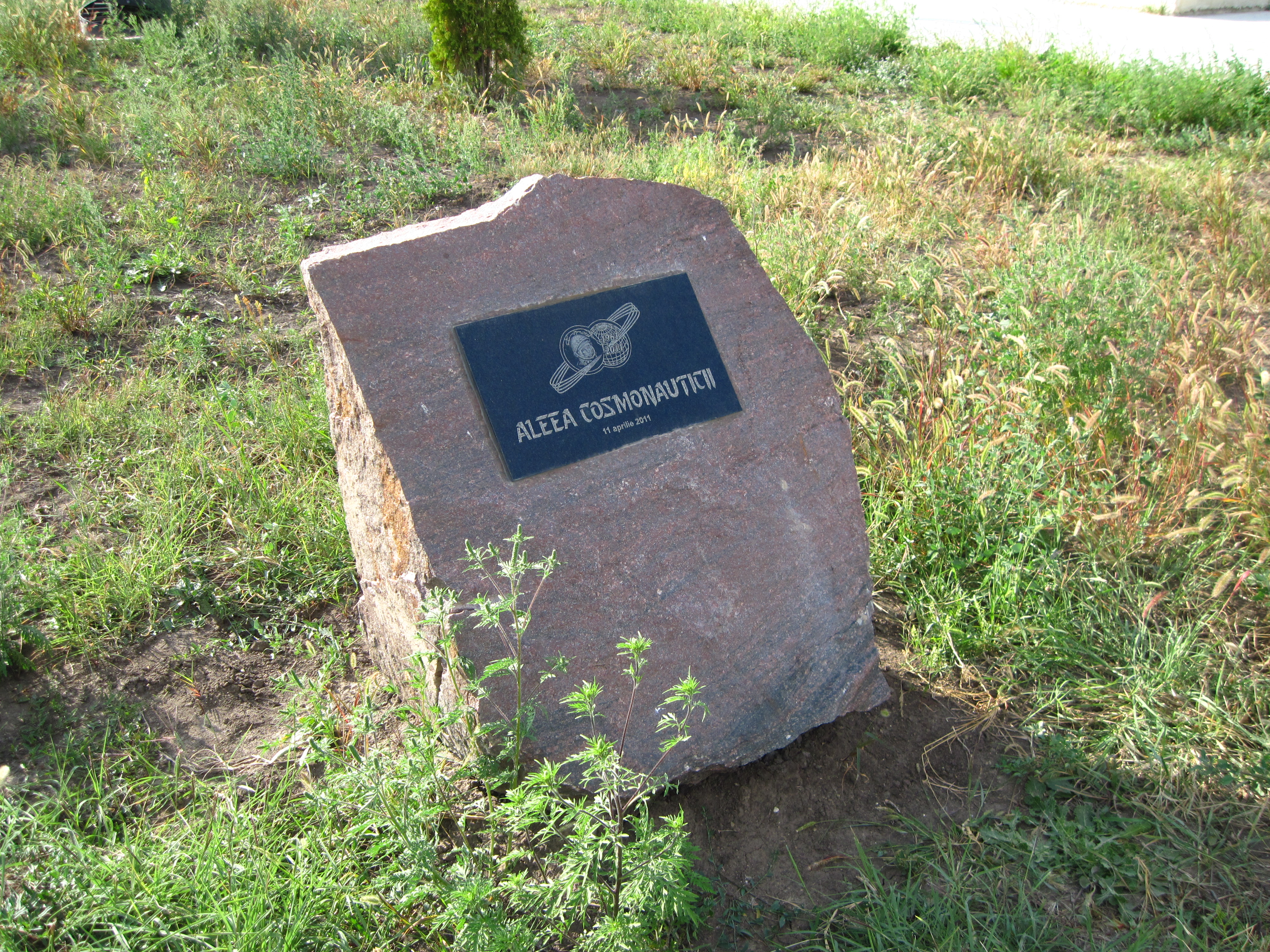
Алея космонавтів в парку Політеху

Зі здобуттям Молдовою незалежності у 1991 році наукова співпраця з Росією стала поступово послаблюватись, а не перший план стала виходити співпраця з Румунією. Багато наукових зв'язків молдовських астрономів з Україною збереглись, а в Придністров'ї навіть посилились.
Придністровська війна 1992 року зупинила співпрацю придністровських науковців з Тираспольського університету з рештою молдовських астрономів. Частина Тираспольського університету переїхала в Кишинів і продовжила підготовку вчителів фізики й астрономії, однак міністерство вирішило від 1995 року припинити підготовку астрономів.
Астрономічна обсерваторія в палаці піонерів на бульварі Штефан чел Маре ші Сфинт, яка раніше використовувалась для популяризації астрономії, була покинута і прийшла в неробочий стан.
Технічний університет Молдови в парку Політеху створив власні планетарій і громадську обсерваторію.